# Stehli Seiden
Die Stehli Seiden AG wurde 1837 im Weiler Oberlunnern der Gemeinde Ottenbach (ab 1847 Obfelden) im Kanton Zürich gegründet und stellte Seidenstoffe her. Die Firma gehörte zu den wichtigsten Seidenwebereien in der Schweiz und hatte zur Höchstzeit im Jahre 1870 über 2'000 Mitarbeiter. Die 1897 in Lancaster, Pennsylvania, gegründete amerikanische Niederlassung gehörte damals zu den weltweit grössten Seidenwebereien.
Die Produktion wurde 1996 eingestellt, heute verwaltet die Stehli Seiden AG, als Familienaktiengesellschaft die ehemaligen Fabrikliegenschaften, welche in der Zwischenzeit vorwiegend als Wohn- und Gewerberäume genutzt werden (Stehli Areal).

## Geschichte
Die Familie Stehli erhielt 1490 das Zürcher Bürgerrecht und übte im 16. und 17. Jahrhundert das Untervogtamt von Maschwanden aus.
Rudolf Stehli-Hausherr (1816–1884), Kaufmann und Weinhändler (später Bezirksstatthalter, Kantonsrat, Verfassungsrat und Nationalrat), gründete 1837 eine Weberei und stellte Baumwollstoffe her. 1840 begann er auf 30 Handwebstühlen mit der Seidenweberei. 1845 wurde der erste Jacquardhandwebstuhl für Schirmstoffe eingerichtet, und 1879 erstellte man eine Jacquardweberei in Bremgarten, die später zugunsten der günstigeren mechanischen Jacquardweberei aufgegeben wurde.
1870 arbeiteten 300 Weberinnen und Weber für die Seidenweberei. Sie holten ihre Zettel (Kettbäume) und das Schussgarn in der Ferggerei ab. In Heimarbeit in ihren Bauernstuben verwoben sie die gewünschten Stoffe und lieferten die fertige Ware ab. Es wurden schwarze, schwere Seidensatins, leichte bunte Taffetas und duftige, gestreifte Gazen hergestellt, die Modehäuser in Europa, Amerika und später in Asien zu edlen Roben und Krawatten verarbeiten liessen.

1871 wurde auf die mechanische Seidenweberei umgestellt, auf deren Höhepunkt über 2000 Arbeitskräfte beschäftigt wurden. Mit einer 10-PS-Dampfmaschine wurden die ersten mechanischen Seidenwebstühle betrieben. 1880 wurden das Langhaus und das Kesselhaus gebaut, 1886 kam die grosse Shedhalle und ein Jahr später die Andreherei dazu. Im Jahr 1891 wurde eine Filiale des Stammsitzes in Oberarth eröffnet.

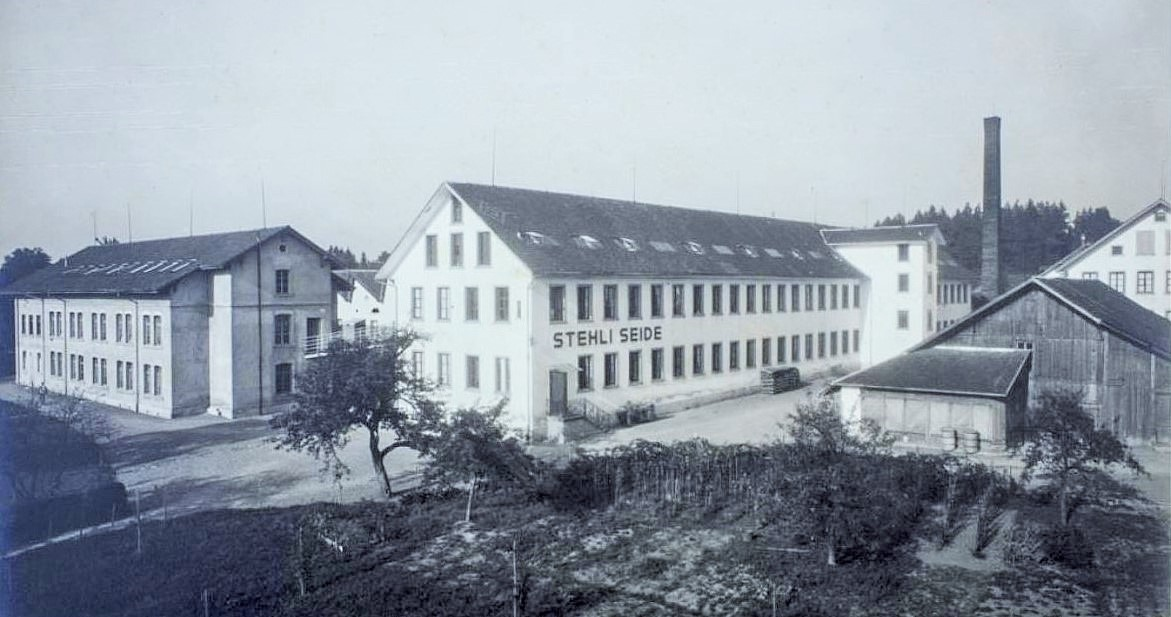
Stehli Seiden Obfelden um 1920

Rudolf Stehlis Sohn Emil Stehli-Hirt erweiterte das Unternehmen und expandierte ins Ausland. Er übernahm 1885 die 45 Jahre zuvor vom Schweizer Francesco Huber gegründete und seit 1875 von Cesare Bozzotti geführte Seidenweberei im oberitalienischen Germignaga am Lago Maggiore neben Luino. Weitere Produktionsstätten befanden sich in Porto Valtravaglia und Prassede. Emil Stehli-Hirt liess 1875–1876 in Obfelden die «Villa Stehli» mit Parkanlage als Sommersitz für die Fabrikantenfamilie und 1897 die «Villa Emil Stehli-Hirt» als Stadtpalais im italienischen Renaissancestil in Zürich-Seefeld (1956 Aluminiumhaus der Alusuisse) erbauen.

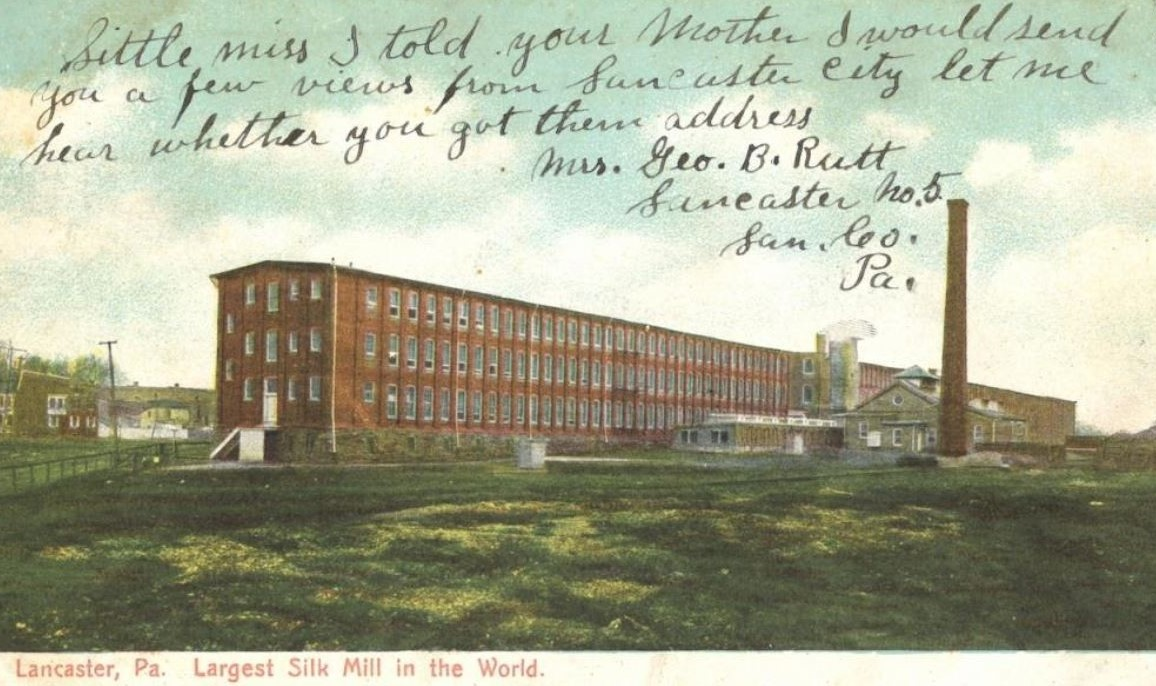
Stehli Silks Lancaster um 1910

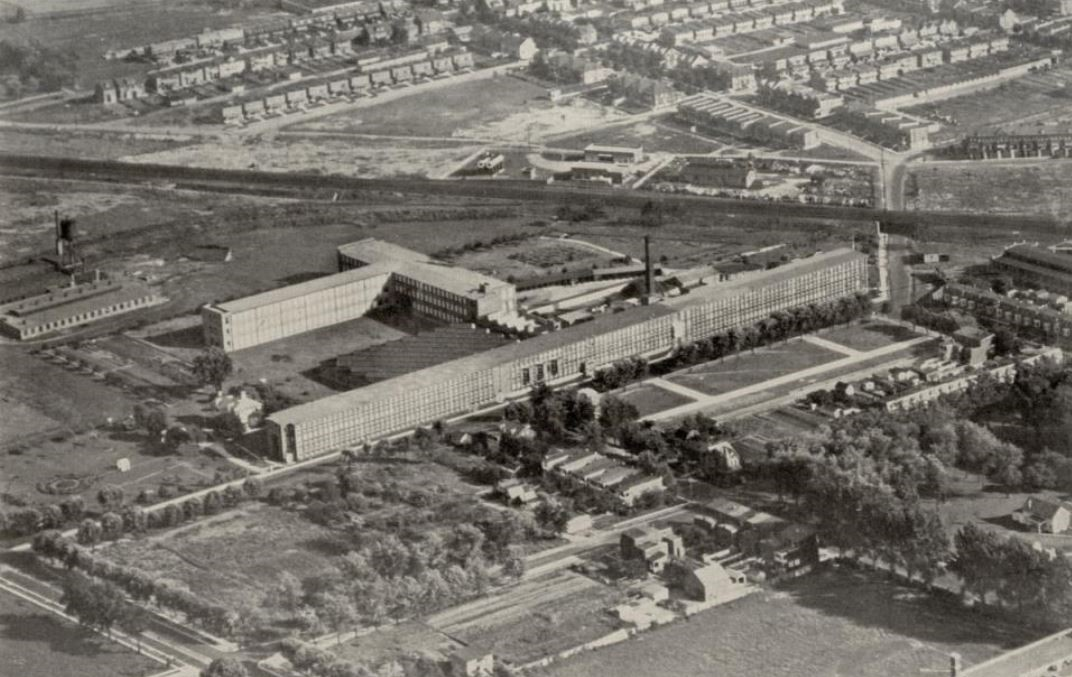
Stehli Silks Lancaster um 1930

Emils Sohn Robert Stehli eröffnete 1897 in Lancaster, Pennsylvania, eine der grössten Seidenspinnereien der Welt. Sie hatte weitere Fabriken in High Point (North Carolina, 1902–1935), Waynesboro (Virginia) (1925–1941) und Harrisonburg (Virginia). Das Unternehmen in Lancaster hatte den Höhepunkt in den 1920er Jahren, als es 2100 Arbeiter beschäftigte. Während der Great Depression begann der Niedergang, und es konnte sich nicht mehr erholen. Die Seidenfabrik in Lancaster war bis 1954 in Betrieb.
Der Schwiegersohn von Emil Stehli-Hirt, Max Josef Frölicher-Stehli (1851–1913, seit 1892 Teilhaber, ab 1888 wohnhaft in der «Villa Riesmatt» Zürich-Seefeld), war 1912 mit Frau Margaretha Emerentia (1864–1955) und Tochter Hedwig (1890–1972) auf Geschäftsreise nach Lancaster und reiste auf der Titanic, als diese mit einem Eisberg kollidierte. Sie gehörten zu den 710 Überlebenden des Schiffsunglücks. Die Tochter blieb nach der Katastrophe in New York, wo sie 1913 den Schweizer Textilindustriellen Robert J. F. Schwarzenbach-Frölicher (1875–1929), der hier die Seidenimportfirma Schwarzenbach, Huber & Co. leitete, heiratete.
Während der Weltwirtschaftskrise 1929 wurde in Bonndorf im Schwarzwald ein zweistöckiges Fabrikgebäude in Shedbauweise erstellt, das später von der Stumpenfabrik Villiger übernommen wurde. In den 1930er Jahren wurde die exportabhängige Textilindustrie von der Krise schwer getroffen, und die Seidenfabrik Oberarth musste 1933 geschlossen werden. 1937 verlegte die Mechanische Seidenstoffweberei AG Adliswil MSA ihren Sitz nach Oberarth und betrieb die Seidenfabrik Oberarth unter dem Namen Emar AG bis 1991 weiter.
Im Mai 1945 half Direktor Suter der Stehli-Seidenfabrik in Erzingen (Klettgau) durch Intervention beim Bundesrat mit, dass das Dorf auf Befehl vom alliierten Hauptquartier in Paris nicht geräumt und die Bevölkerung nicht vertrieben wurde.
Die Firma wurde 1958 in eine Aktiengesellschaft umgewandelt und blieb bis Anfang 21. Jahrhundert in Familienbesitz. 1977 musste die Produktion von Seidenstoffen in der Schweiz aus Kostengründen eingestellt und nach Germignaga, Italien, und andere Nachbarländer verlegt werden. In Obfelden blieben die Kreation und der Vertrieb, die 1996 eingestellt wurden.

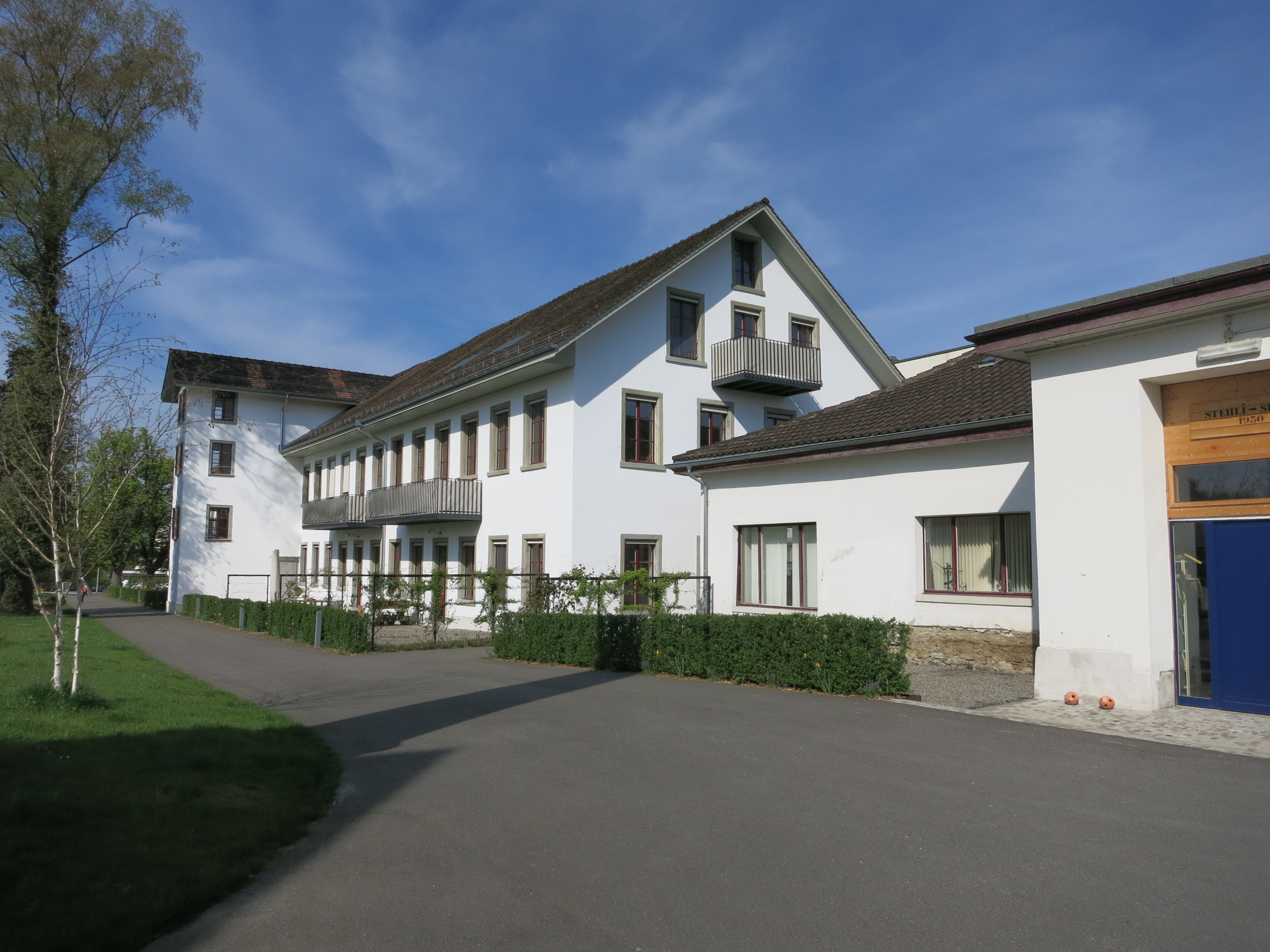
Stehli Seiden Obfelden 2016

 In den 1990er Jahren musste auch die Produktion im Ausland aufgegeben werden. Bis zur Stilllegung der Unternehmen in Oberitalien wurden die Seidenwebereien «Setifici Stehli» von Robert Stehli geführt. Seitdem verwaltet das Unternehmen seine Liegenschaften auf dem ehemaligen Betriebsareal in Obfelden. Bis 2016 wurden die unter Denkmalschutz stehenden ehemaligen Fabrikgebäude in Obfelden zu Loftwohnungen (Langhaus), Wohnungen (anstelle der Shedhalle) und Ateliers umgebaut.
Die Gebäude der ehemaligen Stehli-Seidenweberei in Lancaster wurden im National Register of Historic Places aufgenommen. Stehli-Seidenstoffe befinden sich im Metropolitan Museum of Art. Im ehemaligen Kesselhaus am Stammsitz in Obfelden befindet sich die Sammlung Stehli Seiden mit Material aus 175 Jahren Firmengeschichte.